# 天草松島

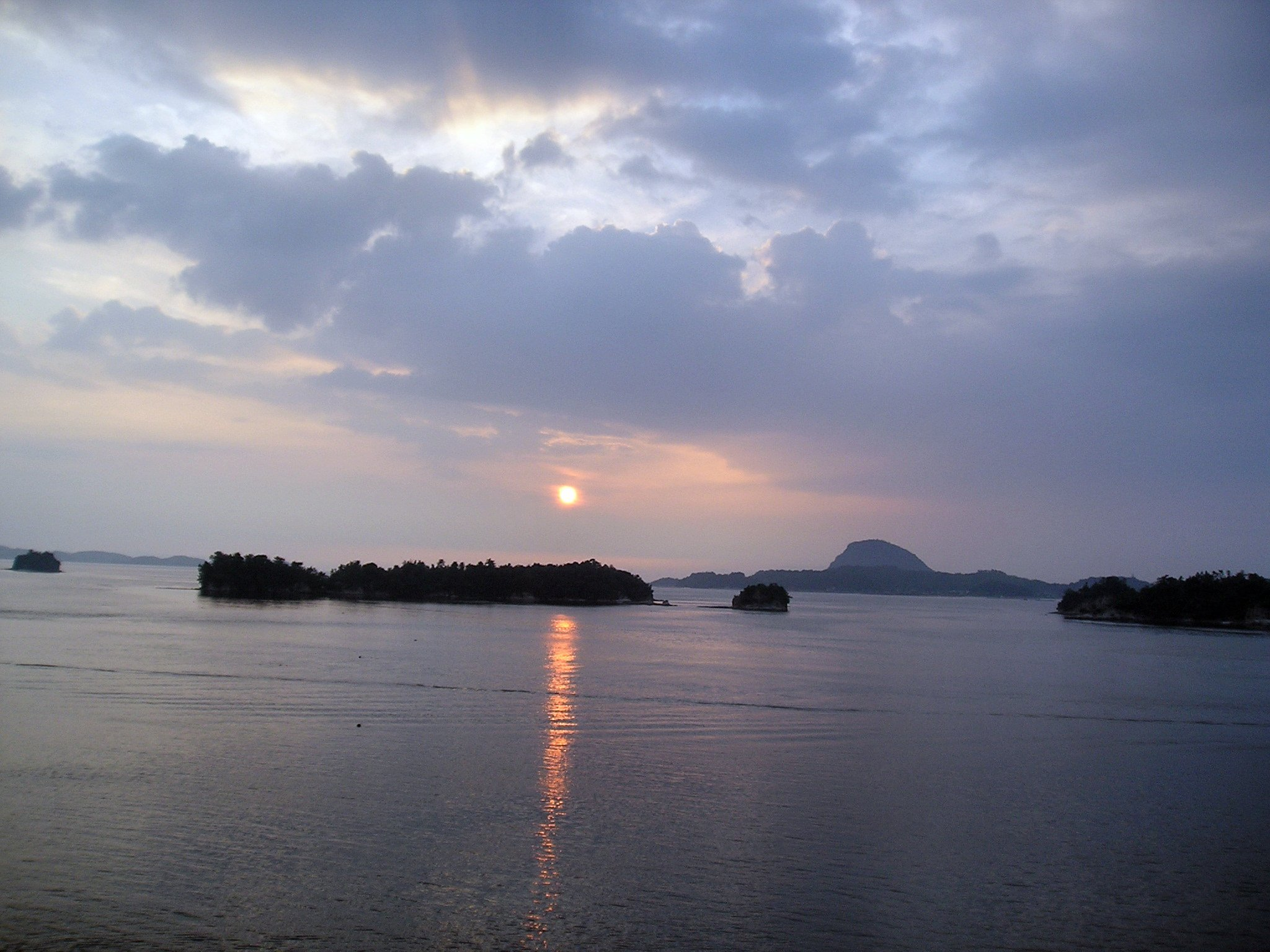
天草松島

天草松島（日语：／ Amakusamatsushima */?）是熊本縣大矢野島和天草上島之間，大小約20餘島之總稱。

## 概要
以天草五橋連結。和宮城縣的松島、長崎縣的九十九島並稱日本三大松島。一帶指定為雲仙天草國立公園，日本白砂青松100選之一。

## 關連項目
- 松島町 (熊本縣)
- 松島溫泉 (熊本縣)

## 外部連結
- 天草観光